# 859
859 је била проста година.

## Догађаји
- Викиншки вође Гастинг и Бјорн Гвоздени (син Рагнара Лодброка) започињу експедицију и испловљавају са Лоаре са флотом од 62 брода, да би извршили напад на градове и манастире у Средоземном мору.
- Викинзи нападају Краљевину Памплону и заробљавају краља Гарсију Ињигеза I, негде у срцу Андалузије. Изнуђују откуп, који расте на око 70.000 златних динара.

- Руски град Новгород се први пут помиње у Софијским летописима.

- Зима – Време је толико лоше да се Јадранско море заледило, а Италија је прекривена снегом више од 100 дана.
- Битка код Албелде: краљ Ордоњо од Астурије и његов савезник Гарсија Ињигез од Памплоне поразили су муслимане под Мусом ибн Мусом ал-Касавијем код Албелде.
- Викиншки јуришници спаљују џамије у Севиљи и Алхесирасу у ал-Андалузу (савремена Шпанија).
- Универзитет Ал Караоуине је у Фесу (модерни Мароко) основала Фатима ал-Фихри (препознат у Гинисовој књизи светских рекорда као најстарији универзитет на свету који још увек ради).
- 7. септембар – Цар Сјуан Зонг (Ли Ји) умире после 13-годишње владавине. Наследио га је најстарији син Ји Зонг, као владар династије Танг.
- Земљотрес на сиријској обали 859. Утицао је на медитеранску обалу Сирије. Изазвао је скоро потпуно уништење Латакије и Јаблеа, велику штету у Антиохији и довео до многих смртних случајева.